# Joe Rose
Pour les articles homonymes, voir Rose.
Joe Rose (27 décembre 1965 - 19 mars 1989) était un activiste canadien des droits des LGBT et contre le VIH/SIDA, dont le meurtre homophobe a été un tournant pour le mouvement pour les droits des LGBT au Québec. 

## Biographie
Pendant ses études au Collège Dawson, Rose fonde Etcetera, l'association LGBT du collège, en 1985.  Rose étudie les sciences infirmières et, en tant que personne vivant avec le sida, il songe à fonder un chapitre montréalais de ACT UP. 

## Meurtre
Le 19 mars 1989, en compagnie d'un ami, il emprunte un autobus de nuit de la Société de transport de la Communauté urbaine de Montréal (STCUM) afin de rentrer chez lui. Il demeure à l'époque dans un hospice pour personnes atteintes du VIH / sida, situé dans l'est de la ville. Près de la station de métro Frontenac, quatre adolescents s'en prennent à Rose, qui est de petite carrure et affaibli par les séquelles du sida, et qui teinte ses cheveux de rose.  En criant des insultes homophobes, ils rouent de coups Rose et son ami pour finalement le poignarder à mort. Son ami s'en tire avec de légères blessures; quand les ambulanciers arrivent sur les lieux, ils le retrouvent en train d'essayer de réanimer Rose. 
Trois mineurs, âgés de 14, 15 et 15 ans, ainsi que Patrick Moise, âgé de 19 ans, seront finalement inculpés et condamnés pour l'homicide de Rose.  Les jeunes seront condamnés à diverses peines de détention. Moise se voit imposer une sentence de 7 ans de pénitencier.  Les parents de Rose poursuivent la STCUM pour la négligence du conducteur de l'autobus en omettant d'actionner le signal d'urgence ; la cour leur donne gain de cause et leur attribue des dommages de 25 000 $. 

## Impact
L’assassinat s'inscrivait parmi plusieurs homicides commis à cette époque qui ont obligé la STCUM à revoir et à modifier ses procédures de sécurité . Il a incité également le gouvernement fédéral à durcir les peines prévues dans la Loi sur les jeunes contrevenants.  Le père de Rose, Maurice Rose, a estimé que les changements n'allaient toutefois pas assez loin; il a maintenu la pression pendant plusieurs années afin que les pénalités soient renforcées encore davantage. 
L’assassinat a galvanisé la communauté LGBT de Montréal.  En mai, CKUT-FM, la radio étudiante de l’Université McGill a diffusé une émission-marathon de 15 heures à propos de l’homophobie. Le décès de Rose inspirait une importante manifestation, dirigée par ACT UP, et visant la cinquième conférence internationale sur le sida qui s'est tenu à Montréal en juin 1989. Dans la foulée de cette manifestation, un chapitre montréalais d'ACT UP a été fondé, comme l'avait souhaité Rose. Sa première activité public était une manifestation die-in afin de souligner le premier anniversaire de la mort de Rose. Un chapitre montréalais de Queer Nation a également été fondée sous le nom de Queer Nation Rose, ajout à double sens qui servait à la fois à franciser le nom et à rendre hommage à Rose. 
La vague d'organisation militante en réponse à l'assassinat de Rose a entraîné dans son sillage la réaction furieuse de la communauté LGBT à la suite des descentes policières du Sex Garage en juin 1990, un autre moment charnière du mouvement des droits LGBT au Québec.  Une réunion d'ACT UP, tenue en réponse aux razzias et à la répression policière musclée de la manifestation qui les dénonçait, a abouti à la formation de plusieurs groupes communautaires, jetant ainsi les bases politiques et organisationnelles du mouvement des droits LGBT au Québec au cours des décennies suivantes. Notons particulièrement la tenue d'audiences sur la violence homophobe en 1994 par la Commission des droits de la personne du Québec, ainsi que l'octroi d'avantages sociales aux partenaires de même sexe, en 1999.
L'association Etcetera du Collège Dawson a dévoilé une plaque commémorative à la mémoire de Rose en 2013 et le 30e anniversaire de son décès a été commémoré en 2019.

## Représentations culturelles
Le meurtre de Rose a inspiré la pièce théâtrale de John Wojewoda, Swarming, créée pour la première fois au Festival Fringe de Montréal en 1993. Le drame, ainsi que plusieurs autres meurtres d'hommes homosexuels à Montréal à l'époque, a été le sujet du documentaire Climate for Murder, diffusé à la télévision de la CBC anglaise en 1994. 
En 2009, l'auteur Michael Whatling publie un recueil de nouvelles au sujet de la sortie du placard à l'école secondaire, sous le titre A Vigil for Joe Rose.
En 2023, le premier épisode du podcast de Radio Canada Le Village : meurtres, combats, fierté est consacré à Joe Rose.